# Гаммариды
Гаммариды (лат. Gammaridae) — семейство высших раков из отряда бокоплавов (Amphipoda). Они широко распространены, в основном в Евразии и являются эвригалинными, поэтому встречаются и в морских, и в пресных водах.

## Классификация
Gammaridae долгое время были мусорным таксоном, куда включали многочисленные роды бокоплавов, ныне перенесённые в отдельные семейства, такие как Anisogammaridae, Melitidae, Niphargidae.
На май 2019 года в семейство включают всего 12 родов:
- Amathillina Grimm in G.O. Sars, 1894
- Chaetogammarus Martynov, 1924
- Dikerogammarus Stebbing, 1899
- Echinogammarus Stebbing, 1899
- Gammarus Fabricius, 1775 — Гаммарусы
- Gmelina Grimm in G.O. Sars, 1894
- Longigammarus G.S. Karaman, 1970
- Lunulogammarus Krapp-Schickel, Ruffo & Schiecke, 1994
- Marinogammarus Schellenberg, 1937
- Neogammarus Ruffo, 1937
- Pectenogammarus Reid, 1940
- Rhipidogammarus Stock, 1971